# Johann Ludwig Betulius
Johann Ludwig Betulius (* 25. August 1587 in Eger; † Mai 1647 in Untersteinbach) war ein deutscher lutherischer Theologe, Pfarrer und Prediger.

## Leben
Johann Ludwig Betulius wurde in Eger als Johann Ludewig Birgkner (= Birkner, später zu Betulius latinisiert) geboren. Sein Vater Daniel Betulius war der Kantor in Eger und spätere Pfarrer in Frauenreuth, die Mutter die Egerer Ratsherrentochter Christina Codmann. Nachdem er Theologie studiert hatte, zog er nach Neukirchberg, verließ Böhmen allerdings 1627/1628 aufgrund der Gegenreformation. Nachdem er kurz in Goldbach (heute Ortsteil von Waldenburg (Württemberg)) war, fand er eine Stelle als Hofprediger bei Graf Philipp Heinrich zu Hohenlohe-Waldenburg. In dieser Funktion kann er ab 1632 nachgewiesen werden. Ende 1634 rieten seine Kollegen ihm, wegen der Pest zu fliehen, und so floh er mit seiner erkrankten Frau und sieben Kindern von Goldbach nach Hall. Seine Frau und fünf der Kinder starben jedoch. 1635 kam er nach Heilbronn, nachdem katholische Truppen sein Geld sowie sein Eigentum beschlagnahmt hatten. Danach wurde er Pfarrer und später auch Superintendent zu Untersteinbach.
Anzumerken ist, dass Betulius Onkel des Sigmund von Birken war und viermal verheiratet war. Mit Anna Maria Hofstetter, der Tochter des Pfarrers und Superintendenten in Eger, Johann Hofstetter (auch Hoffsteter), hatte er sich daselbst am 8. Januar 1617 verheiratet. Sie und fünf ihrer Kinder starben am 27. Oktober 1634 in Waldenburg an der Pest, nur zwei Kinder aus der ersten Ehe überlebten. Am 24. April 1635 heiratete er in Waldenburg die aus Velberg stammende Anna Abel, die schon am 30. Oktober 1636 in Untersteinbach verstarb. Ebenda heiratete er am 2. Mai 1637 Pfarrerswitwe Margarethe Seebach aus Michelbach, die bereits zwei Pfarrer überlebt hatte. Nachdem auch diese am 10. März 1641 verstorben war, heiratete er am 27. Juli desselben Jahres in Untersteinbach die zweimal verwitwete Katharina Eisenmerger aus Hall. Im Mai 1647 verstarb Betulius in Untersteinbach.

## Werke
- Capernaum Christianopolis. Eine Christliche Predigt Von den Worten, Matthäus 9. v. 1. Christus kam in seine Stadt, die da heist Capernaum, darauß gehandelt wird obiter Von der Welt- unnd Himmelsstadt, insonderheit aber von der Geistlichen Gnadenstadt der Christlichen Kirchen. Gehalten Zu Eger am XIX Sontage Trinitatis, deß 1624. Jahrs, zu Mittag in der Pfarrkirchen und folgends on Otio exilii beati an etlichen vermehret, und zum Druck verfertiget. Durch Johannem Ludovicum Betulium Egranum, gewesenen Pfarrern der Christlichen Gemein Newenkirchenberg (Nürnberg 1626)
- Schola Martyrum. Gläubiger Märtyrer Schule (Hall 1638)